# Comté d'Oconto
Pour les articles homonymes, voir Oconto.
Le Comté d'Oconto (anglais : Oconto County) est un des comtés de l'État du Wisconsin. Son siège se situe à Oconto.
La population totale du comté s'élevait à 37 660 habitants au recensement de 2010.